# Čtyřlístek (nakladatelství)
Čtyřlístek, spol. s r.o., je české vydavatelství a nakladatelství. Vzniklo roku 1990 za účelem vydávání časopisu Čtyřlístek se stejnojmenným seriálem. Vydává také jejich knižní příběhy (mj. Edice 4), knihy se staršími příběhy Čtyřlístku (včetně vydaných v nakl. Panorama) a knihy s ostatními příběhy z časopisu (Rexík, Polda a Olda). Dále provozuje internetový a kamenný obchod se čtyřlístkovským zbožím.

## Vydávané časopisy
- Čtyřlístek (od roku 1991; od roku 2016 vychází 20× ročně v poměru 12 běžných čísel a 4 dvojčísla)
- Čtyřlístek Speciál (od roku 1993; od roku 2011 vychází 4× ročně)
- Bobík (1996–2001, celkem 48 čísel) – pro nejmenší
- Ahoj, tady Fifi (2012–2019; celkem 28 čísel) – zaměřený na dívky do 13 let
- Čtyřlístek mini (od roku 2020; vychází 6× ročně) – zaměřený na děti od 3 do 7 let
- Čtyřlístek a jeho přátelé (1994–1995, 4 čísla)

nečtyřlístkovské časopisy
- HOP – Humorné obrázkové příběhy (1992, 10 čísel) – s překlady francouzských a belgických komiksů pro děti a mládež (např. Asterix)[1]
- Sheila (1990, 1 číslo)[2]